# Musée d'Aton
Le musée d'Aton est un musée à Al-Minya, dans le gouvernorat de Minya en Égypte. Le musée est dédié particulièrement à Aton et à Akhenaton (qui signifie « l'horizon d'Aton »), pharaon de la XVIIIe dynastie, du fait de la proximité avec le site archéologique de Tell Al-Amarna, l'ancienne Akhetaton (qui signifie « la sœur d'Aton »), capitale construite à l'impulsion d'Akhenaton.
Initié en 1979, les travaux de construction ont été arrêtés à plusieurs reprises.

## Bâtiment
Le bâtiment du musée a la forme d'une pyramide destructurée et donne directement sur le Nil. Le musée se compose de 5 étages et renferme 16 salles d’exposition, une salle de conférences, une salle pour les études et un grand labo de restauration et une bibliothèque scientifique.
Autour du musée, on trouve 19 boutiques.
La superficie totale du terrain bordant le Nil est de 25 000 mètres carrés.

## Collections
Parmi ses chefs-d'œuvre, le musée abritera des pièces d'exception, provenant du trésor du pharaon monothéiste. Une fois sur le trône, Akhenaton impose le culte unique du dieu Aton. Il change de capitale, quitte Thèbes pour s’installer dans le désert où il fonde une nouvelle capitale : Akhetaton (Tell Al-Amarna). Il lutte 19 ans contre le pouvoir des prêtres thébains qui tentent de maintenir le culte du dieu Amon-Rê.
Un jardin autour du musée comportera des répliques de célèbres pièces pharaoniques de l’époque, du cimetière royal d'Akhénaton, ainsi que des maisons, des palais et des temples religieux de cette période seront exposés, et des lacs artificiels construits.
Le centre comprend 950 antiquités, maisons anciennes et une maison de l'époque pharaonique Amarna.
Au premier étage une galerie d'antiquités de toutes les autres époques historiques, issues du musée égyptien, au musée de Louxor et des réserves les magasins ashmuniens.

## Financement
La construction du musée a débuté en 2002 après un accord de partenariat avec le musée d'Hildesheim en Allemagne. Après la révolution du 25 janvier, puis le coup d'État de 2013, la construction est restée stagnante jusqu'à sa reprise en 2015.
Un accord bilatéral de 2015 entre l’Égypte et l’Allemagne a été signé prévoyant le financement de la troisième phase du musée atonien qui coûtera près de 100 millions de livres égyptiennes.
En décembre 2019, le parlement allemand a annoncé l'allocation de 10 millions d'euros du budget du gouvernement allemand pour 2019-2020 pour achever le musée et mettre en œuvre le scénario d'exposition du musée.